# Stazione di Cagliari Largo Gennari
Stazione di Cagliari Largo Gennari 2008-ban bezárt vasútállomás Olaszországban, Szardínia régióban, Cagliari településen.

## Vasútvonalak
Az állomást az alábbi vasútvonalak érintették:
- Cagliari–Isili-vasútvonal

## Kapcsolódó állomások
A vasútállomáshoz az alábbi állomások vannak a legközelebb: 
- Stazione di Cagliari Piazza Repubblica (Stazione di Cagliari Piazza Repubblica)
- Cagliari Genneruxi train station (Monserrato Policlinico light rail station)